# Britain's Got Talent
Britain's Got Talent er et britisk tv-program på ITV og TV3 i Irland). Programmet havde premiere den 9. juni 2007, og blev sendt daglig med en live finale den 17. juni 2007.
Programkonceptet er en kopi af America's Got Talent, og går ud på at finde de bedste britiske amatørtalenter i kategorierne sang, dans, komedie med mere. Alle som mener de har talent opfordres til at deltage i auditionerne, og vinderen af konkurrencen får 100 000 pund, og æren at optræde på the Royal Variety Performance foran Dronningen af Storbritannien og medlemmer af kongefamilien, på the Empire Theatre i Liverpool.
Siden april 2009 løber Britain's Got Talent nummer 3. Udsendelsens producent er Simon Cowell. Dommerpanelet fra sæson 1 til 4 bestod af Simon Cowell, Amanda Holden og Piers Morgan. I sæson 5 stoppede Piers Morgan som dommer og blev erstattet af David Hasselhoff og Michael McIntyre, mens Simon Cowell kun var med når der var live shows. David Hasselhoff og Michael McIntyre vendte ikke tilbage i sæson 6 og blev afløst som dommere af Alesha Dixon og David Walliams. 
Sæson 15 bliver udskudt til 2022 på grund på grund af nye coronarestriktioner Storbritannien.

## Dommerpanel
- 2007-10: Piers Morgan, Amanda Holden, Simon Cowell
- 2011: Michael McIntyre, David Hasselhoff, Amanda Holden, Simon Cowell
- 2012-22: David Walliams, Alesha Dixon, Amanda Holden, Simon Cowell
- 2023-nu: Alesha Dixon, Amanda Holden, Simon Cowell, Bruno Tonioli

## Vindere
- 2007: Paul Potts, sang.
- 2008: George Sampson, streetdance.
- 2009: Diversity, streetdance.
- 2010: Spelbound, gymnastik
- 2011: Jai McDowall, sang
- 2012: Ashleigh & Pudsey, dog trip
- 2013: Attraction, shadow theatre
- 2014: Collabro, boyband
- 2015: Jules O'Dwyer & Matisse, dog trip
- 2016:  Richard Jones, close up magician
- 2017:  Tokyo Myers, Pianist
- 2018:  Lost Voice Guy, Comedian
- 2019:  Colin Thackery, sang
- 2020:  Jon Courtenay, komisk sanger og pianist
- 2022:  Axel Blake, komiker
- 2023:  Viggo Veen, komiker
- 2024:  Sydnie Christmas, Sangerinde
- 2025:  Harry Moulding, tryllekunstner

## Ekstern henvisning
- ITV, Britain's Got Talent

1. ↑  Navnet er anført på engelsk og stammer fra Wikidata hvor navnet endnu ikke findes på dansk.